# Aldo Oviglio
Aldo Oviglio (Rimini, 7 dicembre 1873 – Bologna, 19 agosto 1942) è stato un politico italiano.

## Biografia
Laureato in giurisprudenza all'università degli Studi di Bologna, esercitò la professione di avvocato e cominciò la sua carriera politica con l'Associazione Nazionalista Italiana, divenendo consigliere comunale (1905-1910) e provinciale (1910-1913) di Bologna; fu anche, per poco tempo, presidente del consiglio provinciale.
Fascista fin dalla fondazione del PNF, fu eletto deputato al termine delle elezioni politiche del 1921 e divenne Ministro di grazia e giustizia e affari di culto del governo Mussolini. Nel 1924 confermò il suo seggio alla Camera, ma a causa del delitto Matteotti ebbe dei contrasti col duce che lo portarono a dimettersi due volte dalla carica di ministro (la seconda rinuncia, avvenuta il 5 gennaio del 1925, fu definitiva).
Successivamente si riappacificò con Mussolini e il suo regime: così il 24 gennaio del 1929 venne nominato senatore del Regno e occupò lo scranno parlamentare fino alla data della sua morte. Fu massone, iniziato nel 1919 nella loggia "Ça ira" di Bologna e membro nel 1914 della loggia "Otto Agosto", pure di Bologna, e durante la dittatura difese le logge e i fratelli dalle violenze fasciste.